# گروه مطالعاتی جامعه‌شناسی
گروه مطالعاتی جامعه‌شناسی (انگلیسی: Sociobiology Study Group) یک سازمان آکادمیک بود که به‌طور خاص برای مقابله با تبیین‌های زیست‌جامعه‌شناسی رفتار انسانی، به‌ویژه آن‌هایی که توسط حشره‌شناس دانشگاه هاروارد ادوارد ویلسون در کتاب زیست‌جامعه‌شناسی: تلفیق نوین (۱۹۷۵) توضیح داده شده بود، تشکیل شد. این گروه در بوستون، ماساچوست تشکیل شد و متشکل از استادان و دانشجویان بود.